# Gravströmsbodtjärnen
Gravströmsbodtjärnen är en sjö i Sundsvalls kommun i Medelpad och ingår i Ljungans huvudavrinningsområde. Sjön har en area på 0,0839 kvadratkilometer och ligger 289 meter över havet. Sjön avvattnas av vattendraget Rödsättbäcken.

## Delavrinningsområde
Gravströmsbodtjärnen ingår i det delavrinningsområde (690053-155160) som SMHI kallar för Mynnar i Hasselån. Medelhöjden är 310 meter över havet och ytan är 17,51 kvadratkilometer. Det finns inga avrinningsområden uppströms utan avrinningsområdet är högsta punkten. Rödsättbäcken som avvattnar avrinningsområdet har biflödesordning 4, vilket innebär att vattnet flödar genom totalt 4 vattendrag innan det når havet efter 54 kilometer. Avrinningsområdet består mestadels av skog (95 procent). Avrinningsområdet har 0,23 kvadratkilometer vattenytor vilket ger det en sjöprocent på 1,3 procent.